# Municipio de Stave
El municipio de Stave (en inglés: Stave Township) es un municipio ubicado en el condado de Mountrail en el estado estadounidense de Dakota del Norte. En el año 2010 tenía una población de 33 habitantes y una densidad poblacional de 0,35 personas por km².

## Geografía
El municipio de Stave se encuentra ubicado en las coordenadas 48°24′57″N 102°2′18″O / 48.41583, -102.03833. Según la Oficina del Censo de los Estados Unidos, el municipio tiene una superficie total de 93.38 km², de la cual 86,28 km² corresponden a tierra firme y (7,61 %) 7,11 km² es agua.

## Demografía
Según el censo de 2010, había 33 personas residiendo en el municipio de Stave. La densidad de población era de 0,35 hab./km². De los 33 habitantes, el municipio de Stave estaba compuesto por el 96,97 % blancos, el 3,03 % eran afroamericanos. Del total de la población el 0 % eran hispanos o latinos de cualquier raza.